# گل گندم ایرانی
گل گندم ایرانی (نام علمی: Centaurea dealbata) نام یک گونه از سرده گل گندم است. این گیاه بومی نواحی رشته‌کوه قفقاز است. گل گندم ایرانی یک گیاه زینتی است.